# Лихтенштейн на зимних Олимпийских играх 1964
Лихтенштейн принимал участие в Зимних Олимпийских играх 1964 года в Инсбруке (Австрия), но не завоевал ни одной медали.

## Результаты

### Горнолыжный спорт
| Спортсмен           | Дисциплина        | Результат | Результат |
| Спортсмен           | Дисциплина        | Время     | Место     |
| ------------------- | ----------------- | --------- | --------- |
| Йозеф Гасснер       | скоростной спуск  | 2:37.38   | 53        |
| Август Вольфингер   | скоростной спуск  | 2:37.25   | 52        |
| Ханс-Вальтер Шадлер | скоростной спуск  | 2:35.84   | 48        |
| Йозеф Гасснер       | гигантский слалом | 2:10.67   | 47        |
| Август Вольфингер   | гигантский слалом | 2:10.64   | 46        |
| Ханс-Вальтер Шадлер | гигантский слалом | 2:05.08   | 40        |

Слалом
| Спортсмен           | Квалификация | Квалификация | Квалификация | Квалификация | Финал                | Финал                | Финал                | Финал                | Финал                | Финал                |
| Спортсмен           | 1-й спуск    | Место        | 2-й спуск    | Место        | 1-й спуск            | Место                | 2-й спуск            | Место                | Итог                 | Место                |
| ------------------- | ------------ | ------------ | ------------ | ------------ | -------------------- | -------------------- | -------------------- | -------------------- | -------------------- | -------------------- |
| Август Вольфингер   | 1:09.75      | 66           | 1:07.72      | 47           | Завершил выступления | Завершил выступления | Завершил выступления | Завершил выступления | Завершил выступления | Завершил выступления |
| Йозеф Гасснер       | 1:05.78      | 57           | 1:01.90      | 32           | Завершил выступления | Завершил выступления | Завершил выступления | Завершил выступления | Завершил выступления | Завершил выступления |
| Ханс-Вальтер Шадлер | 1:01.53      | 48           | 59.62        | 24 QF        | 1:20.29              | 37                   | 1:11.71              | 37                   | 2:32.00              | 36                   |

### Санный спорт
| Спортсмен     | 1-й спуск | 1-й спуск | 2-й спуск | 2-й спуск | 3-й спуск | 3-й спуск | 4-й спуск | 4-й спуск | Итог    | Итог  |
| Спортсмен     | Время     | Место     | Время     | Место     | Время     | Место     | Время     | Место     | Время   | Место |
| ------------- | --------- | --------- | --------- | --------- | --------- | --------- | --------- | --------- | ------- | ----- |
| Йоханн Шадлер | 1:03.16   | 30        | DNF       | -         | -         | -         | -         | -         | DNF     | -     |
| Магнус Шадлер | 1:03.16   | 30        | 1:03.26   | 27        | 1:05.75   | 30        | 1:04.94   | 30        | 4:17.11 | 30    |
| Ханс Нагеле   | 59.65     | 27        | 1:04.56   | 29        | 1:00.65   | 27        | 1:01.43   | 28        | 4:06.29 | 27    |